# Gustavo Llanos
Gustavo Llanos (Barranquilla, 1952), más conocido como El Cole o Birdman, es un abogado, hincha y seguidor de la selección de fútbol de Colombia. Es considerado por la crítica y la prensa especializada como el personaje más emblemático y popular de la selección colombiana. El tabloide británico The Sun le ha definido como «el icónico hincha colombiano» y «el hincha más famoso de Colombia».
Ha sido invitado de honor de la FIFA en los mundiales de Rusia 2018 y Catar 2022, en este último, seleccionado como embajador de la cultura catarí. También fue invitado a la inauguración de la Copa Árabe de la FIFA 2021.

## Biografía
Nació en 1952. Durante la década de 1990 estudió derecho y alternaba sus estudios con el oficio de vendedor para una compañía de Barranquilla. Para finales de la década de 1980, la selección de fútbol de Colombia disputó varios partidos clasificatorios para la Copa Mundial de Fútbol de 1990. El primero de ellos fue ante Ecuador en condición de local, esta sería la primera aparición de El Cole. Para ello, se inspiró en el cóndor de los Andes (Vultur gryphus), un símbolo nacional y patrio de Colombia. Desde entonces, utiliza una vestimenta con los colores de la bandera colombiana (amarillo, azul y rojo), además de lucir las alas y maquillaje facial.
Desde ese primer encuentro, El Cole ha asistido a todos los demás mundiales que ha disputado la selección colombiana y también a varios certámenes de la Copa América, esto, con el apoyo de varias empresas privadas. Su popularidad ha crecido en todo el territorio colombiano, también a nivel internacional, donde es conocido como el personaje e hincha más emblemático y popular de Colombia. Ha sido invitado de honor de la FIFA en varios mundiales, concedido entrevistas y ruedas de prensa, también ha realizado apariciones en cadenas radiales y canales de televisión donde habla sobre su trayecto y experiencia en los mundiales. Además su faceta como aficionado y seguidor, también ha ejercido como embajador deportivo y cultural de Colombia en distintos escenarios deportivos del mundo.
El Canal Institucional, un canal del Gobierno de Colombia, le definió como «un ícono reconocido por muchas generaciones en Colombia».

## Reconocimientos
- Reconocido por la FIFA como «una personalidad en Latinoamérica».[14][15]
- Reconocido por la FIFA como uno de los «25 hinchas más emblemáticos del mundo».[15]